# Blautia wexlerae
Espèce
Blautia wexlerae est une espèce de bactéries gram positives de la famille des Lachnospiraceae.

## Description
C'est une bactérie à coloration de Gram positive.

## Taxonomie
Le nom correct complet (avec auteur) de ce taxon est Blautia wexlerae Liu et al. 2008. Le nom de ce taxon a été validé la même année.

### Étymologie
L'étymologie de l'épithète l'espèce Blautia wexlerae est la suivante : wex’ler.ae. N.L. gen. fem. n. wexlerae, de Wexler, en l'honneur de la microbiologiste américaine Hannah M. Wexler, qui a contribué significativement à la connaissaance sur les bactéries anaérobies et particulièrement aux tests de susceptibilité antimicrobienne et aux mécanismes d'antibiorésistance.